# 柏林新犹太会堂

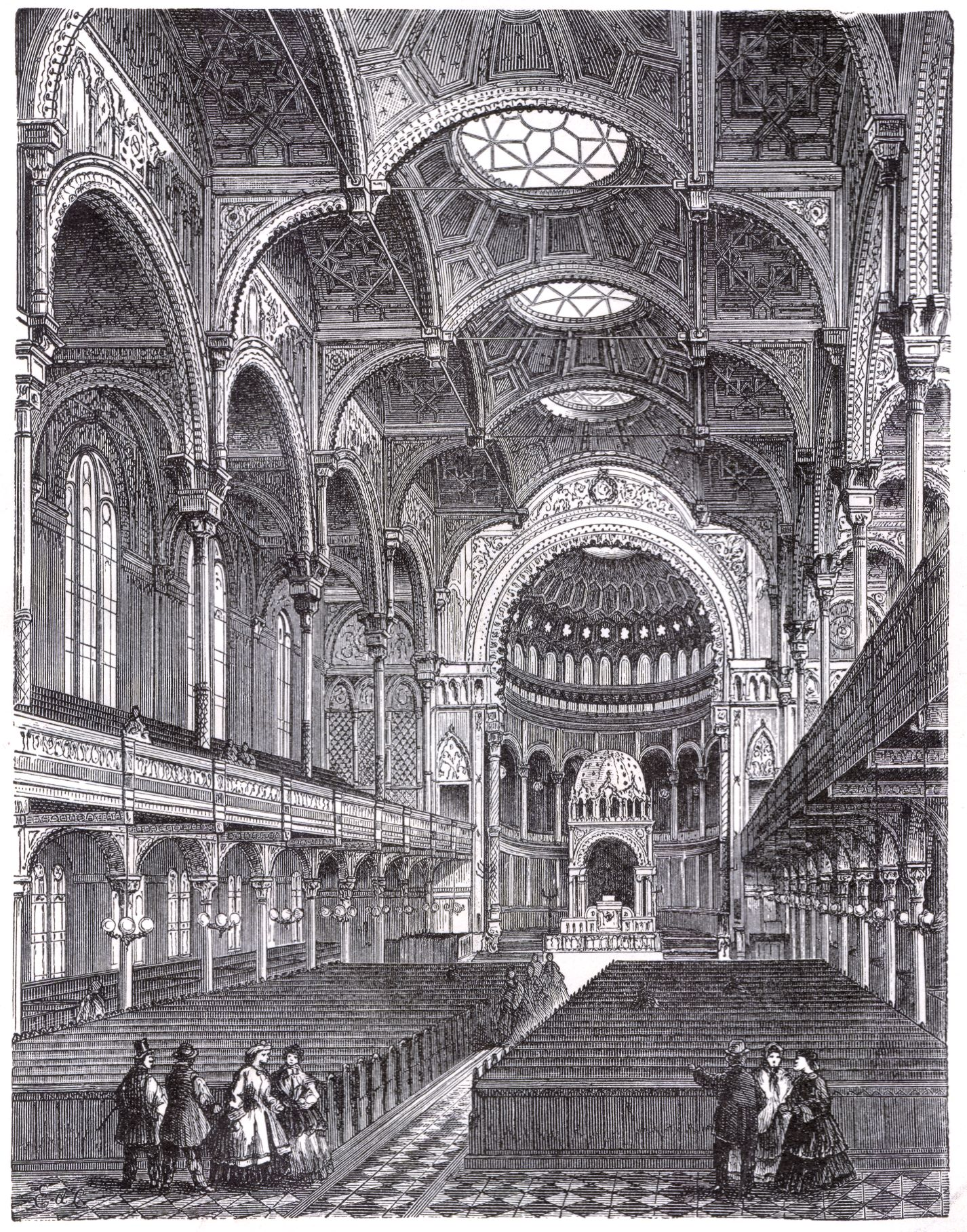
内部

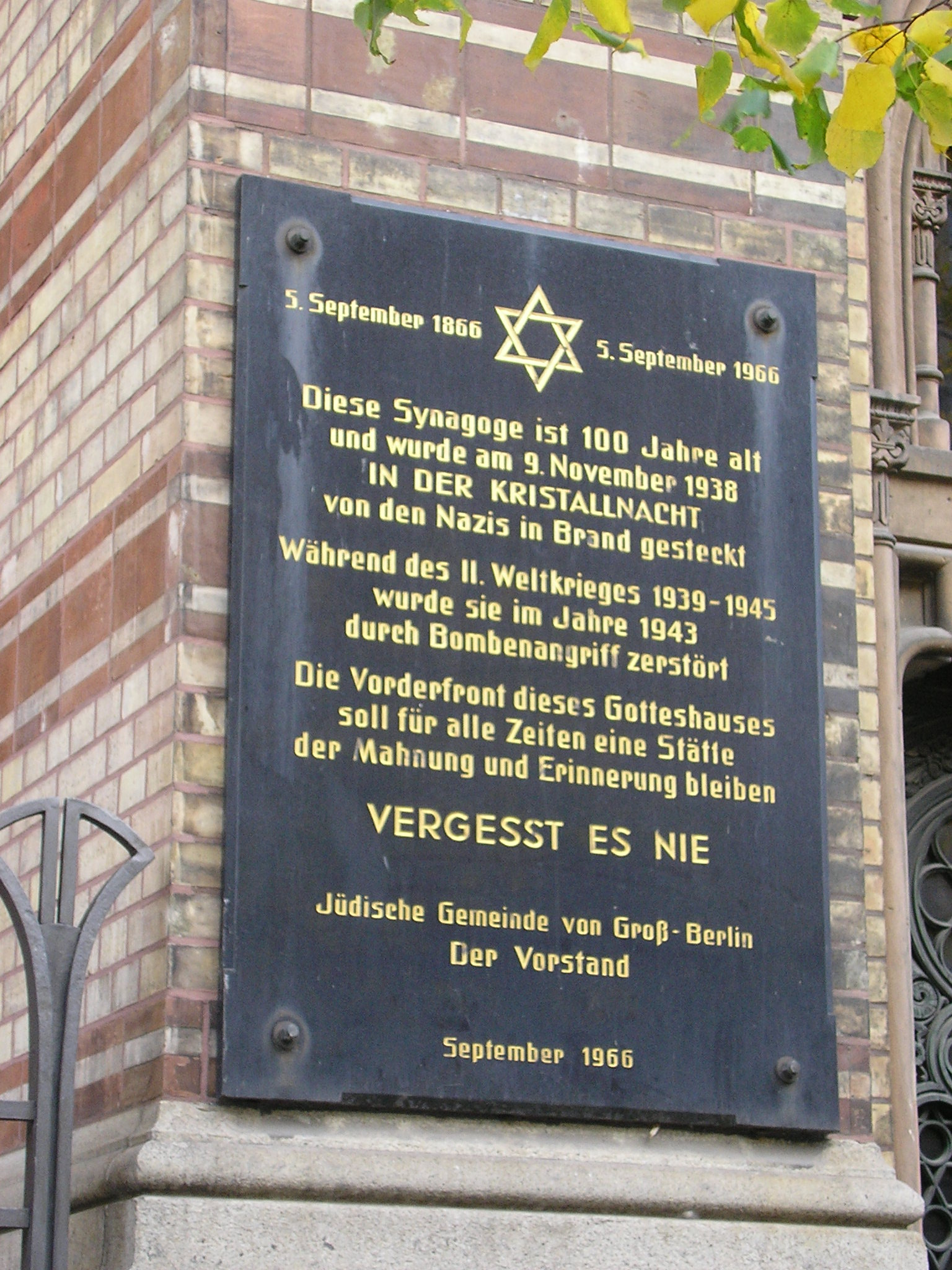
柏林新犹太会堂前的铭牌介绍该建筑的历史

柏林新犹太会堂（德語：Neue Synagoge）兴建于1859–1866年，是德国柏林犹太人主要的犹太会堂，位于奥拉宁堡大街（Oranienburger Straße）。其奢华的东方摩尔风格类似阿罕布拉宫，它是19世纪下半叶柏林重要的纪念建筑之一。 
这座建筑最初是由爱德华·克诺布劳赫设计。克诺布劳赫病倒后，弗里德里希·奥古斯特·Stüler负责起大部分的工程和内部设计。1866年竣工时普鲁士首相俾斯麦到场。原有建筑在第二次世界大战之前和期间受到严重破坏，随后被夷为平地，1990年代重建。